# 大神宮前駅
大神宮前駅（だいじんぐうまええき）は、かつて三重県宇治山田市（現、伊勢市）に存在した伊勢電気鉄道→参宮急行電鉄→関西急行鉄道（近畿日本鉄道の前身）の駅（廃駅）である。1930年開業、1942年廃駅。

## 歴史
昭和初期、参宮急行電鉄が本線として、大阪から伊勢神宮へ向かう直行路線として現在の近鉄大阪線・山田線を建設していたが、それに対して三重県の地元企業である伊勢電気鉄道も対抗心で、津（部田駅、国鉄参宮線（当時）津駅から徒歩5分程度の位置）から宇治山田へ向かう路線の建設を行おうとしていた。
松阪 - 宇治山田間では両社の路線がほぼ並行するため、線路の敷設合戦となり、参宮急行電鉄側がやや先行した。そのため、参宮急行電鉄側の用地買収で応じた地主が、買い叩かれたと思って後続する伊勢電気鉄道の用地買収には応じなかったという話も残っており、伊勢電気鉄道側に大きな負担を強いる結果となった。
それでも参宮急行電鉄が鉄道省山田駅（現、伊勢市駅）への乗り入れを果たした1930年（昭和5年）12月20日の5日後の12月25日、伊勢電気鉄道も伊勢神宮前までの乗り入れを達成する事が出来た。この時、伊勢電の宇治山田市におけるターミナル駅として建設されたのが、大神宮前駅であった。
伊勢神宮最寄り駅であることから、計画当初は「伊勢大神宮前駅」の名称が予定されていたが、伊勢神宮側からクレームが付き、単に「大神宮前駅」となった。伊勢神宮本来の固有名称は、地名を付けずに「神宮」と称するため、「伊勢」を付けると伊勢電鉄の社名略称を付け加えたようで不都合という事情があったようである。
豊受大神宮（外宮）外苑の側にあり、北御門参道に向うような位置に置かれていた。駅舎は、参宮急行電鉄が1931年（昭和6年）3月17日に供用を開始したターミナルの宇治山田駅よりやや小ぶりであったが、立派な瓦葺を持つ終着駅としての風格を備えたものとなっていた。プラットホームは対向式2面2線であったといわれる。
開業と共に大垣・桑名・四日市や伊勢電津（部田を改称）から直通の急行電車が、桑名 - 大神宮前間を1時間40分程度で走破し乗り入れるようになった。1935年（昭和10年）には、伊勢電気鉄道がモハニ231形を用いて桑名 - 大神宮前間を1時間25分で走る特急電車「はつひ（初日）」・「かみち（神路）」の運転を開始し、参宮急行電鉄との間で華やかな乗客獲得競争を繰り広げた。
伊勢電気鉄道は昭和恐慌の影響もあり、神宮進出の出費が重くのしかかって経営悪化に陥り、1936年（昭和11年）に参宮急行電鉄へ吸収合併された。その後、1938年（昭和13年）には参宮急行電鉄子会社の関西急行電鉄が名古屋までの路線を建設したため、名古屋 - 大神宮前間を1時間50分程度で走る特急が駅に乗り入れるようになったこともあった。同年11月11日には、閑院宮載仁親王を乗せた御乗用列車も乗り入れた。
だが、参宮急行電鉄とその親会社の大阪電気軌道が次第に名古屋 - 参急中川（現、伊勢中川）間を走る列車に（大阪 - 中川 - 宇治山田間の急行電車に接続させ、大阪 - 名古屋間の輸送の一役も担わせようとしたことから）輸送の比重をおくようになったため、大神宮前駅の地位は次第に低下するようになった。それでも中川経由で名古屋から伊勢に向かうには、参宮急行電鉄本来の路線と元伊勢電気鉄道の路線の軌間が異なったことから同駅で乗換えを要したため、名古屋 - 大神宮前間直通運行の急行列車はお伊勢参りの客が皇紀2600年（1940年・昭和15年）行事の影響もあって増加したことから、しばらく運行が続けられた。
1941年（昭和16年）には大阪電気軌道と参宮急行電鉄が合併して関西急行鉄道の駅となるが、1942年（昭和17年）に伊勢線となっていた江戸橋 - 新松阪 - 大神宮前間の路線の内、新松阪 - 大神宮前間は山田線と並行するため不要不急線に指定され廃線となり、大神宮前駅の灯も消えた。

### 年表
- 1930年（昭和5年）[1]12月25日：開設。
- 1936年（昭和11年）9月15日：伊勢電気鉄道が参宮急行電鉄に買収され、同社の駅となる。
- 1941年（昭和16年）3月15日：参宮急行電鉄が大阪電気軌道と合併して関西急行鉄道となり、同社の駅となる。
- 1942年（昭和17年）8月11日：新松阪～大神宮前間廃止と同時に廃止。

## 発着電車
1934年8月21日改正当時（伊勢電気鉄道）
- 急行電車：日7往復
- 準急電車：日8往復
- 普通電車：6時から22時台まで毎時1・2本

1938年12月26日改正（参宮急行電鉄）
- 急行電車：日11往復（内、8往復は名古屋 - 中川間列車と名古屋 - 江戸橋間で併結）
- 普通電車：7時から21時台まで10往復（その他、津新地始発の電車も数本あり）

なお名古屋～中川間運行の急行は下り20本・上り18本あり、その全てが大阪 - 中川 - 宇治山田間運行の上下急行電車と中川で接続した。

## 隣の駅
伊勢電気鉄道
本線
常磐町駅 - 大神宮前駅

## 駅跡

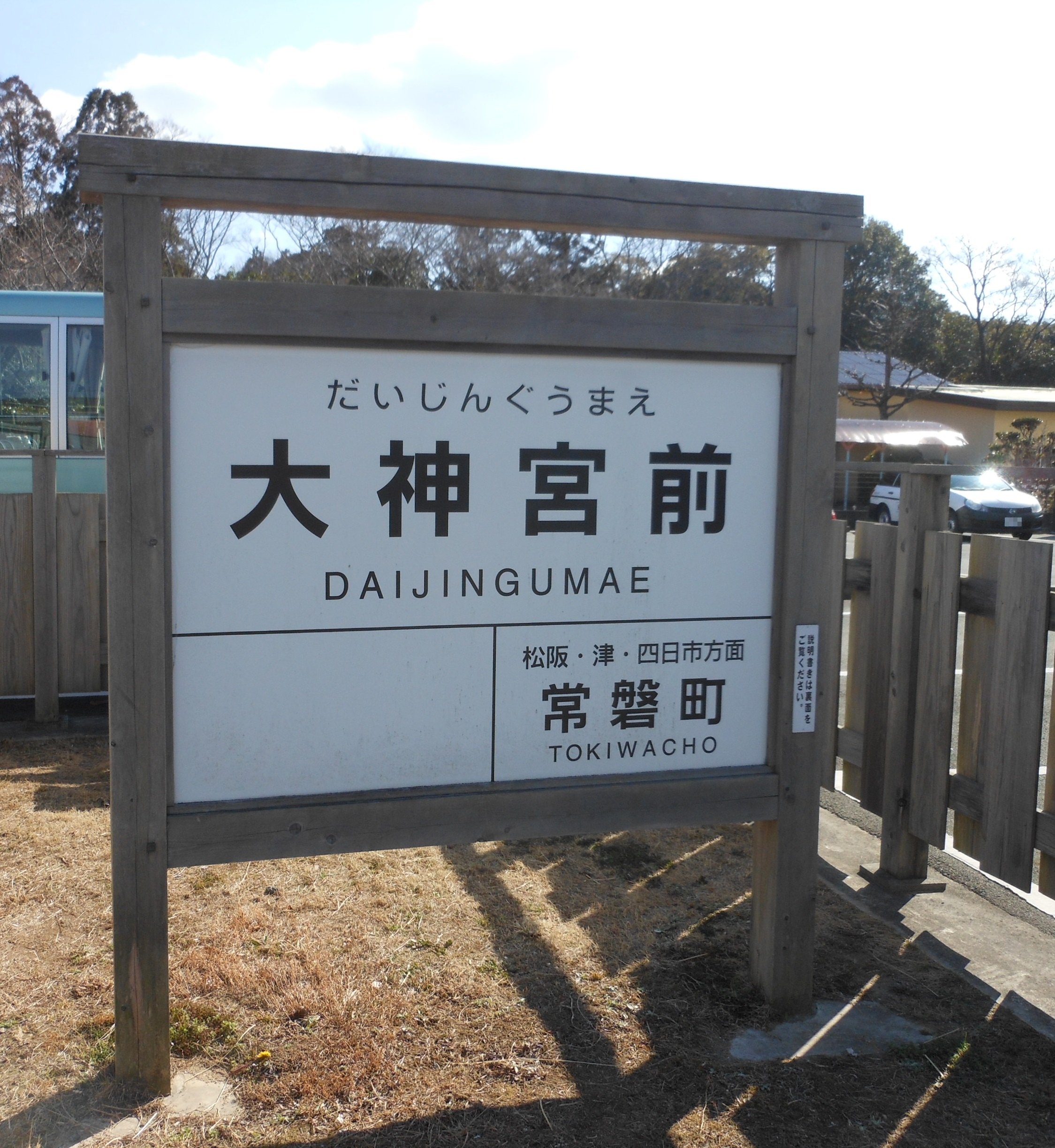
駅名標モニュメント

跡地は伊勢市立厚生中学校の敷地となり、同中学校の移転後はNTT伊勢志摩局の敷地になった。後にNTT伊勢志摩局の縮小で、外宮寄りの一部は更地となり、「外宮北御門広場」として各種イベントに活用されている。桑名方面の線路跡は、道路に転用されたが、宮川の橋は撤去され、そこで行き止まりになっている。宮川の向こうは、一部は三重県道37号鳥羽松阪線に転用されている。
2008年3月、路線転用の道路脇に、駅名標をかたどったモニュメントが設置された。表面には大神宮前駅と次駅の常磐町駅が表示され、裏面には路線の歴史が解説されている。ただし、看板が設置されているのは、敷地の関係で本来の駅ではなく桑名寄りの線路脇に当たる場所である。